# Croisière universitaire en Méditerranée (1933)
Crucero universitario por el Mediterráneo de 1933
La croisière universitaire en Méditerranée, en espagnol crucero universitario por el Mediterráneo de 1933 est une croisière partie de Barcelone réunissant durant l'été 1933 des personnalités liées à l'éducation dans la République espagnole.

## Présentation
Il s'agit d'un projet imaginé par Manuel García Morente, doyen de l'université centrale de Madrid, présenté et validé en conseil des ministres par Fernando de los Ríos, ministre espagnol de l'Instruction publique et des Beaux-Arts.
Plus de 200 universitaires, professeurs et étudiants, en grande majorité de l'université centrale de Madrid sont inscrits dans la croisière. Ils embarquent le 15 juin 1933 dans le port de Barcelone sur le navire Ciudad de Cádiz. 
L'événement a notamment pour objet de réfléchir aux nouvelles propositions pédagogiques, issues notamment de l'initiative historique de l'Institution libre d'enseignement de Francisco Giner de los Ríos, Gumersindo de Azcárate et Nicolás Salmerón.
La croisière dure 45 jours et fait escale dans des sites archéologiques des la côte méditerranéenne. Les escales comprennent la Tunisie, Malte, l'Egypte, la Palestine mandataire et la Terre sainte, le Liban, la Grèce (dont la Crète), la Grèce, l'Italie et l'ile de Majorque.  

## Participants notables de la croisière
- Martín Almagro Basch[4]
- Carlos Alonso del Real
- Antonio Ballesteros Beretta
- Manuel Ballesteros Gaibrois
- María Braña de Diego
- Virgilio Botella Pastor
- Pascual Bravo Sanfeliú
- Emilio Camps Cazorla
- Josefa Chaume Aguilar
- Fernando Chueca Goitia
- Guillem Díaz-Plaja i Contestí
- Luis Díez del Corral
- Joaquín de Entrambasaguas
- Salvador Espriu[5]
- Mercedes Gaibrois de Ballesteros
- María del Pilar Fernández Vega
- José García López
- Isabel García Lorca[6]
- Antonio García y Bellido
- Esmeralda Gijón Zapata
- Manuel Gómez-Moreno
- María Elena Gómez Moreno
- Ángel González Palencia
- María Luisa Herrera
- Enrique Lafuente Ferrari
- Julián Marías Aguilera[7]
- Julio Martínez Santa-Olalla
- Cayetano de Mergelinda y Luna
- Conrado Morterero Simón
- Felipa Niño Mas
- Hugo Obermaier
- José Ortega y Gasset
- Soledad Ortega Spottorno
- Luis Pericot i Garcia
- Roser Rahola d'Espona
- Laura de los Ríos Giner
- Luis Rodríguez de Viguri Seoane
- Antonio Rodríguez Huéscar
- Bartomeu Rosselló-Pòrcel
- Arturo Ruiz Castillo
- Rafael Sánchez Ventura
- Blas Taracena Aguirre
- Elías Tormo
- Antonio Tovar
- Jaume Vicens i Vives[8]
- Juan Zaragüeta
- Silvio Zavala